# The Outlaw's Sacrifice (film 1912)
The Outlaw's Sacrifice è un cortometraggio muto del 1912 interpretato e diretto da Arthur Mackley. Gli altri interpreti erano True Boardman, Harry Todd, Julia Mackley, Hal Angus.

## Produzione
Il film fu prodotto dall'Essanay Film Manufacturing Company. Venne girato a  Niles, in California. Gilbert M. 'Broncho Billy' Anderson, fondatore della casa di produzione Essanay (che aveva la sua sede a Chicago), aveva individuato nella cittadina californiana di Niles il luogo ideale per trasferirvi una sede distaccata della casa madre. Niles diventò, così, il set dei numerosi western prodotti da Anderson.

## Distribuzione
Distribuito dalla General Film Company, il film - un cortometraggio in una bobina - uscì nelle sale cinematografiche statunitensi il 19 ottobre 1912.